# Trichorrhages umbrosa
Trichorrhages umbrosa là một loài bướm đêm trong họ Geometridae.